# Philipp von Schoeller (Wirtschaftsfunktionär, 1921)
Philipp von Schoeller (ab 1919: Philipp Schoeller; * 23. August 1921 in Wien; † 6. Mai 2008 ebenda) war ein österreichischer Wirtschaftsfunktionär und Bankier sowie Ehrenmitglied des Internationalen Olympischen Komitees (IOC).

## Leben
Philipp stammte in vierter Generation von dem um 1820 anfänglich nach Brünn und später nach Wien gewechselten Zweigs der rheinischen Unternehmerfamilie Schoeller ab. Er war der Sohn des Montanunternehmers Philipp Alois (von) Schoeller (1892–1977) und dessen Frau Gisela, geborene (Freiin von) Weckbecker. Nachdem der Onkel seines Vaters, Richard (von) Schoeller (1871–1950), schwer erkrankt war, übernahm sein Vater ab 1933 als Universalerbe das gesamte Firmenimperium. Dieses setzte sich unter anderem zusammen aus dem Großhandels- und Bankhaus Schoeller & Co., der späteren Schoellerbank in Wien, mehreren Unternehmen für die Zucker-, Brot- und Bierproduktion, sowie den rüstungsrelevanten und 1945 verstaatlichten Schoeller-Bleckmann-Stahlwerken.
Philipp junior studierte nach seiner Schulzeit Nationalökonomie an der Universität Innsbruck und war anschließend vorübergehend bei der Tiroler Handelskammer tätig. Doch schon bald entschloss er sich, eine Zweigstelle des familieneigenen und 1833 durch Alexander von Schoeller gegründeten Wiener Großhandels- und Bankhauses in Salzburg aufzubauen. Als Von Schoeller war er im Zweiten Weltkrieg Rittmeister (engl. ‚Lieutenant‘) in der 1. Kosakenkavalleriedivision im Terek-Kosaken-Reiterregiment Nr. 6.
Im Jahre 1951 trat Philipp nach dem Tod seines Großonkels Richard Schoeller schließlich als Gesellschafter in das Wiener Mutterhaus ein, dem aus dem Kreis der Familie noch sein Bruder Herbert Schoeller (1930–2004) als letzter Generaldirektor, sowie sein Cousin Fritz Schoeller-Szüts (1923–1982) als Gesellschafter angehörten. Vier Jahre später stieg Philipp Schoeller ebenfalls als Gesellschafter in die Erste Wiener Walzmühle Vonwiller, Schoeller KG in Schwechat ein. Diese wurde bereits 1894 durch Sir Paul Eduard von Schoeller dem Handelshaus Schoeller & Co. angegliedert und im Jahr 1978 von der Leipnik-Lundenburger aufgekauft. Dieses Unternehmen wiederum wurde 1867 unter anderem ebenfalls von Alexander von Schoeller als Rübenzucker-Produktionsgesellschaft gegründet und hatte sich mittlerweile zu einer europaweit vertretenen Holding für Mühlenprodukte entwickelt. Drei Jahre nach der Übernahme der Walzmühle Vonwiller nahm Schoeller ab 1981 bis 1988 auch den Posten des Vorstandsvorsitzenden der Leipnik-Lundenburger an.
Bereits 1958 gründete Schoeller die Volkswirtschaftliche Gesellschaft Wien, deren Leitung er ebenfalls bis zum Jahr 1988 innehatte. Darüber hinaus gehörte er ab 1959 dem Bundesvorstand der österreichischen Industriellenvereinigung an, zu deren Vizepräsidenten er sowohl in den Jahren 1967 bis 1972 als auch von 1980 bis 1988 gewählt worden war. Weiterhin wurde er von 1970 bis 1990 als Obmann der Bundessektion Industrie in die Wirtschaftskammer Österreich berufen. Als ebenfalls langjähriges Mitglied der Internationalen Handelskammer vertrat er besonders die Interessen des österreichischen Außenhandels und leitete in dieser Funktion mehrere Wirtschaftsmissionen. Schoeller setzte sich maßgeblich für die Liberalisierung des Osthandels sowie für den 1995 erfolgten Beitritt Österreichs zur Europäischen Union ein.

## Sportliche Laufbahn
Seit seiner Jugendzeit war Philipp Schoeller ein passionierter und erfolgreicher Sportler, im Besonderen im Springreiten und im Hochseesegeln. Als Springreiter errang er 1953 den nationalen Meistertitel in der Einzelwertung und gehörte von 1953 bis 1958 der österreichischen Nationalmannschaft an. Darüber hinaus war er Mitglied und Ehrenpräsident der Gesellschaft der Freunde der Spanischen Hofreitschule in Wien. Ihm zu Ehren wurde später noch der Schoeller Stilspringcup eingeführt.
Im Jahre 1977 wurde Philipp von Schoeller für Österreich als Mitglied in das Internationale Olympische Komitee gewählt, dem er bis zum Jahre 2000 angehörte. In dieser Zeit bekleidete er dort wichtige Funktionen unter anderem in der Finanzkommission, der Kommission für die Koordination der Olympischen Spiele und der Kommission für das olympische Programm. Für seine Verdienste um die olympische Idee wurde Schoeller im Jahr 2000 zum Ehrenmitglied des IOCs ernannt.

## Familie
Philipp Schoeller war in erster Ehe, bis zu ihrer Scheidung im Jahr 1968, verheiratet mit Ida, geborene Salm-Reifferscheidt-Raitz (* 1921) und hatte mit ihr sechs Töchter.

## Werk
- Philipp von Schoeller: Reiten war dabei – Erfahrungen und Gedanken aus der Praxis einer langen Reiterlaufbahn. Warendorf, FN-Verlag der Dt. Reiterlichen Vereinigung, 2005, ISBN 3-88542-451-7.